# 图姆萨尔
图姆萨尔（Tumsar），是印度马哈拉施特拉邦Bhandara县的一个城镇。总人口42018（2001年）。

## 人口
该地2001年总人口42018人，其中男性21247人，女性20771人；0—6岁人口4684人，其中男2478人，女2206人；识字率79.02%，其中男性为85.18%，女性为72.72%。